# Ray Coleman
Ray Coleman (* 3. Februar 1933 in Essington, Pennsylvania) ist ein US-amerikanischer Country- und Rockabilly-Musiker.

## Leben
Ray Coleman wurde 1933 in Essington, Pennsylvania, geboren. Bereits als Kind wurde er vom Country beeinflusst und lernte, Gitarre zu spielen. Als jugendlicher und junger Mann war er fasziniert von Bill Haley, der in Philadelphia mit seiner Band, den Four Aces of Western Swing, gerade zu einer Lokalgröße wurde.
Später wurde Coleman von Haley und Jack Howard, Besitzer des Plattenlabels Arcade Records, entdeckt. Haley nahm ihn mit auf Tourneen und andere öffentliche Auftritte Anfang der 1950er-Jahre. 1957, als der Rock ’n’ Roll bereits das ganze Land erfasst hatte, machte Coleman für Howards Arcade-Label seine ersten Aufnahmen und veröffentlichte die Single Jukebox Rock and Roll / Rock, Chicken Rock. Es folgten 1958 Singles für das kleine Saliano-Label sowie für Skyrocket Records, einem Sublabel von Arcade.
1956 wurde Coleman ein Auftritt in dem Film Rock Around the Clock (deutscher Titel: Außer Rand und Band), in dem unter auch Bill Haley zu sehen war, angeboten, jedoch ließ eine Meinungsverschiedenheit zwischen Coleman und dem Produzenten Sam Katzman eine Zusammenarbeit scheitern.
1978 und 1980 wurde von Rollercoaster Records ein Großteil von Colemans Aufnahmen auf den LPs Rockaphilly! und The Return of Rockaphilly! veröffentlicht.

## Diskographie
| 1957                    | Jukebox Rock and Roll / Rock, Chicken Rock                      | Arcade AR-147  |
| 1958                    | My Rock and Roll Baby / I Love You                              | Saliano SR111  |
| 1958                    | Toodle-Oo-Bamboo / Fools Don't Care                             | Skyrocket 1002 |
| Unveröffentlichte Titel |                                                                 |                |
|                         | - Everybody's Rockin' Tonight - I'm Rockin' - Rock with Me Baby |                |